# Vejgaard
 Ikke at forveksle med Vejgaard (Sydslesvig).
Vejgaard er en bydel i Aalborg. Bydelen ligger ca. tre kilometer sydøst for Aalborg Centrum. Arealet er 6 km² og der bor 14.160 (2014) indbyggere.
Gennem Vejgaard passerer buslinjerne mellem Aalborg Centrum og Aalborg Universitet. Bydelen bebos af mange studerende.
Vejgaard Bibliotek er det største af kommunens lokalbiblioteker. Vejgaard Boldspilklub (VB) er bydelens fodboldklub.

## Etymologi
Bydelens navn stammer fra gården Vejgården, der tidligere lå, hvor Nørre Tranders Vej grener fra Hadsundvej.

## Historie
Vejgaard var oprindeligt en selvstændig bebyggelse, som med tiden er vokset sammen med Aalborg. Vejgaard lå i Nørre Tranders Sogn sydøst for Aalborg, hvor udfaldsvejen mod øst efter først at have grenet sig mod sydøst grenede sig mod øst-syd-øst og syd-syd-øst. Her udviklede der sig en forstadsbebyggelse allerede omkring midten af 1800-tallet øst for teglværket. I bebyggelsen fandtes den gang blandt andet en smedie, et rebslagerhus og et væverhus. Bebyggelsen hed den gang Vejgaard Huse.
Aalborgs voldsomme forstadsudvikling bevirkede, at området allerede inden århundredeskiftet udviklede sig til en fuldt udviklet arbejderforstad helt sammenbygget med købstaden. Pr 1. marts 1899 havde forstaden 1.930 indbyggere og en egen skole. Forstadens fortsatte hastige befolkningsvækst illustreres med følgende tal: i 1901 havde Vejgaarden (med Sølyst) 2.139 indbyggere, i 1906 2.658 indbyggere, i 1911 3.540 indbyggere, i 1916 4.168 indbyggere, i 1921 4.385 indbyggere, i 1925 6.105 indbyggere, i 1930 7.913 indbyggere, i 1935 9.013 indbyggere, i 1940 9.421 indbyggere og i 1945 10.052 indbyggere. Pr 1. april 1950 blev Nørre Tranders kommune indlemmet i Aalborg by.

## Geografi
Aalborg Kommune har fastlagt definitionen for Vejgaards geografiske skel. Bydelens samlede areal er på 5,3 km². Vejgaard afgrænses mod øst af motorvejen E45, mod nord af Østre Allé, mod vest af Sohngårdsholmsvej samt mod syd af Universitetsboulevarden.
Det meste af Vejgaard er beliggende i Vejgaard Sogn, men en lille del af det sydvestlige Vejgaard er beliggende i Hans Egedes Sogn.

### Naturområder
I den nordlige del af Vejgaard finder man de tre høje bakker; Signalbakken, Hvilehøj og Borgbjerg. De to førstnævnte ligger i et ni hektar stort område med græsklædte og skovbevoksede bakker. Signalbakken ligger knap 700 m fra Limfjorden og tårner 53 m over havet. Navnet stammer fra, at man perioden 1842-1857 brugte bakken til at signalere fra og om dampskibe på ruten mellem København og Aalborg.
I den sydvestlige del ligger Golfparken, der som navnet antyder tidligere har været en golfbane. I dag pensionist golfbane. Under krigen var der skydebane i selve bøgeskoven. Der er to små vandhuller, kaldes af de lokale for pilesøen og brillesøen. Området er meget varieret med slotsparken ved Sohngårdsholm Slot i nord, store græsklædte områder i midt og små skovpartier mod sydøst. Urania Observatoriet er der også at finde her.

## Uddannelse
Vejgaard har tre folkeskoler; Vejgaard Østre Skole, Filstedvejens Skole og Kollegievejens Skole. Aalborg Tekniske Gymnasium er placeret i den nordøstlige del af bydelen sammen med Tech College Aalborg og Food College Aalborg.
Aalborg Universitet har tidligere rådet over en del bygninger langs med Sohngårdsholmvej tæt på bydelens vestgrænse. Via statens ejendomsselskab Freja blev bygningerne i 2015 dog solgt til udviklingsselskabet Søren Enggaard, der blandt andet vil bygge boliger i området.

## Seværdigheder
- Vejgaard Kirke
- Lejbjerg Kirke
- Sohngaardsholm
- Golfparken
- Signalbakken